# Geminiviridae
Géminivirus
Famille
Genres de rang inférieur
- Becurtovirus
- Begomovirus
- Capulavirus
- Curtovirus
- Eragrovirus
- Grablovirus
- Mastrevirus
- Topocuvirus
- Turncurtovirus

Les Geminiviridae sont une famille de  virus de l'ordre des Geplafuvirales qui comprend neuf genres et 485 espèces. Ce sont des virus à ADN circulaire à simple brin ambisens (c'est-à-dire que la transcription est bidirectionnelle), rattachés au groupe II de la classification Baltimore, qui infectent essentiellement les plantes (phytovirus)

## Génome
Le génome peut être soit monopartite, et constitué d'un seul segment  de 2500 à 3000 nucléotides, soit bipartite (dans le cas de certains Begomovirus), et alors constitué de deux segments de taille similaire comprenant chacun de 2600 à 2800 nucléotides.
Ils ont une capside allongée, formée par l'union de deux icosaèdres  incomplets (T=1) réunis par le sommet manquant (c'est de cette capside jumelée que vient leur nom de « Geminivirus », c'est-à-dire « virus jumeaux »). La capside a de 18 à 20 nm de diamètre et environ 30 nm de long. Les virus à génome bipartite du genre Begomovirus ont leur génome réparti en deux particules séparées qui doivent généralement être transmises ensemble pour créer une nouvelle infection dans une cellule d'une plante-hôte.

## Liste des genres et espèces
La famille des Geminiviridae comprend les genres suivants :
Selon NCBI (17 décembre 2020) :
- Becurtovirus ; espèce-type : virus iranien de l'enroulement apical de la betterave
- Begomovirus ; espèce-type : virus de la mosaïque dorée du haricot
- Capulavirus ; espèce-type :  virus latent d'Euphorbia caput-medusae
- Curtovirus ; espèce-type : virus de l'enroulement apical de la betterave
- Eragrovirus ; espèce-type : virus de la striure d'Eragrostis curvula
- Grablovirus ; espèce-type : virus de la tache rouge de la vigne
- Mastrevirus ; espèce-type : virus de la striure du maïs
- Topocuvirus ; espèce-type : virus du pseudo-enroulement de la tomate
- Turncurtovirus ; espèce-type : virus de l'enroulement apical du navet
- Espèces non affectées à un genre :
  - Citrus chlorotic dwarf associated virus
  - Mulberry mosaic dwarf associated virus

## Transmission
Les Geminivirus sont transmis par différents insectes vecteurs : des cicadelles dans le cas des Mastrevirus et des Curtovirus (par exemple le virus de la striure du maïs est transmis par Cicadulina mbila), une espèce d'aleurode (Bemisia tabaci) dans le cas des Begomovirus, et un membrax (Micrutalis malleifera) pour l'unique espèce du genre Topocuvirus,  le virus du pseudo-enroulement de la tomate.
Ces virus sont responsables de dommages significatifs sur de nombreuses cultures dans le monde.
Des épidémies de virose à Geminivirus surviennent sous l'effet de divers facteurs, dont la recombinaison de différents Geminivirus co-infectant la même plante, qui permet l'apparition de nouveaux virus originaux et parfois virulents.
Parmi les autres facteurs figurent le transport de matériel végétal infecté vers de nouveaux lieux, l'expansion de l'agriculture dans de nouvelles zones, et la migration des insectes vecteurs qui peuvent diffuser le virus d'une plante à l'autre

## Réplication
Les génomes des Geminivirus codent un nombre restreint de protéines, et de ce fait sont dépendants pour leur réplication de la machinerie cellulaire de l'hôte, dont des facteurs tels que l'ADN polymérase - et probablement des polymérases de réparation - afin d'amplifier leurs génomes, ainsi que des facteurs de transcription.
Les Geminivirus se répliquent par un mécanisme de cercle roulant similaire à celui des bactériophages tels que le M13 et de nombreux plasmides. La réplication se produit à l'intérieur du noyau d'une cellule végétale infectée.
D'abord, l'ADN circulaire à simple brin est converti en un intermédiaire à double brin circulaire. Cette étape implique l'utilisation d'enzymes de réparation de l'ADN cellulaire pour produire un brin complémentaire de sens négatif en utilisant comme modèle le brin d'ADN à polarité positive du génome viral.
L'étape suivante, qui démarre la réplication, est la phase du cercle roulant, dans laquelle  l'ADN viral est clivé en un point spécifique situé dans l'origine de réplication par la protéine de réplication virale.
Ce processus dans un noyau eucaryote peut donner naissance à des génomes intermédiaires réplicatifs de forme concatémérique à double brin, bien que des formes circulaires à double brin peuvent être isolés des cellules et plantes infectées. 
De nouvelles formes d'ADN à simple brin  du génome viral (à polarité positive) sont probablement formées par interaction de la protéine de capside (CP) avec les ADN intermédiaires réplicatifs, dans la mesure où les génomes viraux sans gène CP ne forment pas d'ADN à simple brin.
L'ADN à simple brin se présente sous la forme de particules jumelées dans le noyau. On ne sait pas si ces particules peuvent sortir du noyau et être transmises aux cellules adjacentes comme des virions, ou si l'ADN à simple brin associé à une protéine de capside et une protéine de mouvement est la forme sous laquelle le génome viral est transporté de cellule à cellule via les plasmodesmes.
Ces virus tend à s'introduire dans des cellules végétales différenciées et à les infecter par les brèches ouvertes par les pièces buccales de l'insecte vecteur.
Cependant, ces cellules ne disposent généralement pas des enzymes nécessaires à la réplication de l'ADN, ce qui rend difficile la réplication du virus.
Pour surmonter cette difficulté, les Geminivirus peuvent induire les cellules de la plante à réentamer le cycle cellulaire à partir de l'état inactif de manière que la réplication virale puisse se réaliser.